# Радинський повіт (Російська імперія)
Ради́нський повіт (пол. Powiat radzyński) — історична адміністративно-територіальна одиниця Седлецької (1867—1912) і Холмської (1912—1918) губерній Російської імперії та Білостоцького воєводства міжвоєнної Польщі. Утворений у 1867 році. Повітовий центр — місто Радинь-Підляський.

## Волості
При утворенні до повіту входили 3 міста (Межиріччя Підляське, Радинь-Підляський, Вогинь) і 15 сільських волостей.
В 1911 р. повіт поділявся на 14 волостей:
- Березовий Кут з адміністративним центром у с. Рудно,
- Біла — с. Біла,
- Желізна — с. Прогалини,
- Жеротин — с. Жеротин,
- Загайки — с. Загайки,
- Кукілівниця — с. Кукілівниця,
- Лися-Вілька — с. Безволя,
- Милянів — с. Милянів,
- Мисі — с. Єльниця,
- Суховоля — с. Суховоля,
- Семень — с. Семень,
- Товстець — с. Товстець,
- Шостка — с. Шостка,
- Яблонь — с. Яблонь.

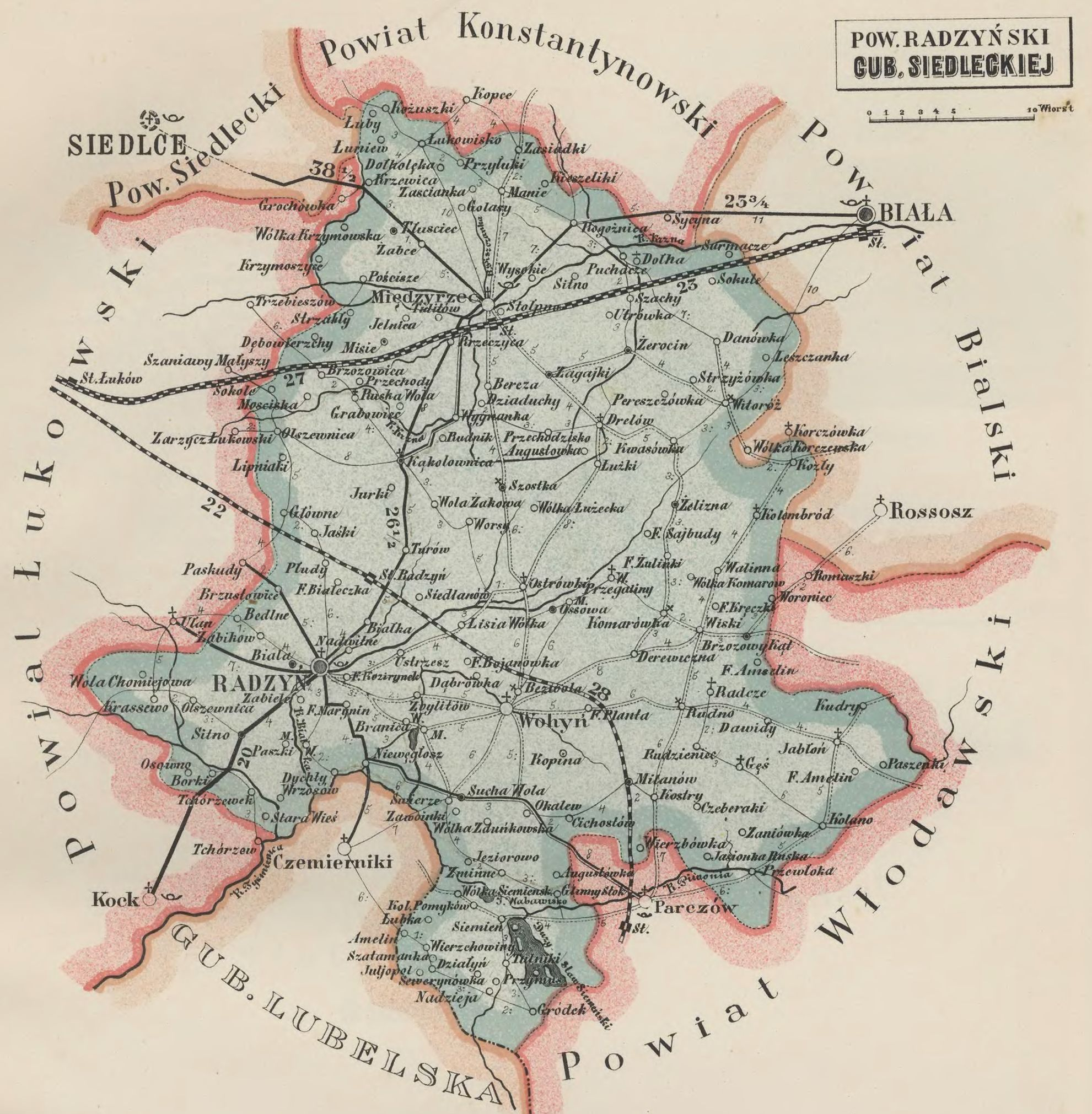
Радинський повіт, 1907

Ухвалою другої Думи від 9 травня 1912 (закон 23 червня 1912) населена українцями частина Радинського повіту передана з Люблінської губернії до новоутвореної Холмської: волості Березовий Кут, Жеротин, Загайки, Товстець, Шостка і Яблонь та села Колоброди і Желізна волості Желізна.

## Розташування
Повіт розташовувався на півдні губернії. Межував на півночі — з Константинівським повітом, на заході — з Луківським і Сідлецьким, на сході — з Більським і Володавським, а на півдні — з Любартівським повітом Люблинської губернії.

## Населення
За даними етнографічної експедиції 1869—1870 років під керівництвом Павла Чубинського, у повіті проживало 22 404 українськомовних: 19 881 українськомовних греко-католиків, 2 473 українськомовних римо-католиків, 1 528 польськомовних греко-католиків і 50 греко-католиків, які розмовляли і українською, і польською.
В 1878 р. в повіті проживало 59 274 особи, з них: 35 423 римокатоликів (поляків і калакутів), 23 160 православних (до 1875 р. — греко-католиків), 13 521 юдеїв, 503 протестанти.
Згідно з переписом населення Російської імперії 1897 року в повіті проживало 76 687 осіб. З них 63 866 ос. (72,8 %) — поляки, 15 599 ос. (17,8 %) — євреї, 3 904 ос. (4,4 %) — українці, 2 787 ос. (3,2 %) — росіяни, 1 034 ос. (1,2 %) — німці. Перепис засвідчив у повіті зменшення за 20 років у шість разів української самоідентифікації та полонізацію українців унаслідок заборони царем греко-католицької церкви на Холмщині.
У 1906/1907 роках у повіті налічувалося 3838 православних і 82 745 римо-католиків.

## Інфраструктура
У 1906/1907 роках у повіті діяло 16 православних церков і 6 римо-католицьких костелів.

## Подальша історія
При відступі російськими військами у 1915 р. проведене масове вивезення православного (українського) населення. Новоприбула німецька адміністрація не пішла на вимоги поляків щодо включення території до новоутвореного Польського Королівства, а включили до зони Обер Ост, а в 1918 р. відповідно до Берестейського миру передала Українській Державі. Однак уже в листопаді 1918 р. територія окупована поляками і відтворено Радинський повіт у межах до 1912 р.